# سو تاکی
سو تاکی (انگلیسی: Sō Takei; ۶ مهٔ ۱۹۷۳ – ) شخصیت‌های تلویزیونی در ژاپن، ورزشکار دو و میدانی، ورزشکار ده‌گانه، و دونده اهل ژاپن بود.